# Kitakata
Kitakata (Japans: 喜多方市, Kitakata-shi) is een stad in de prefectuur Fukushima op het eiland Honshu, Japan. Deze stad heeft een oppervlakte van 554,67 km² en telt begin 2008 ruim 54.500 inwoners.

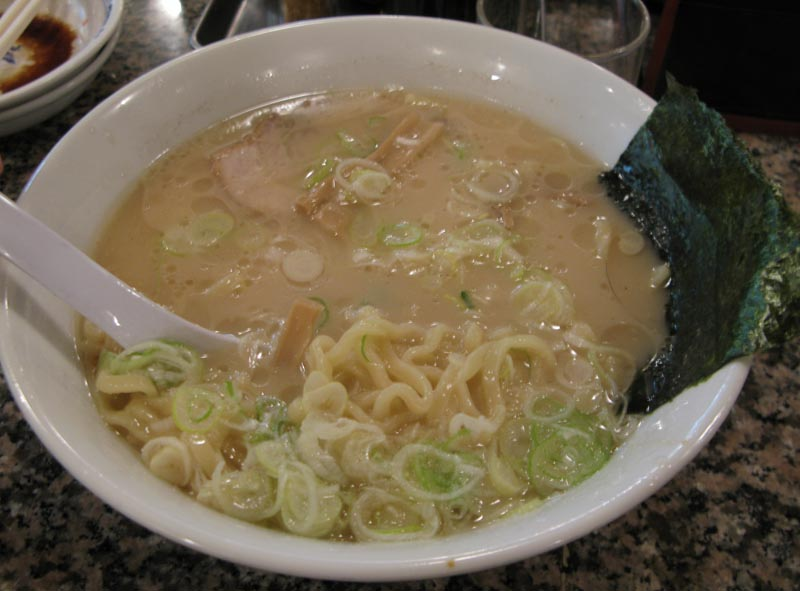
Kitakata ramen

De stad is bekend door de lokale ramen (deegwaar); Kitakata ramen bestaat uit dikke, platte gedraaide deegwaar (lijkt op pasta).

## Geschiedenis
Kitakata werd een stad (shi) op 31 maart 1954 na samenvoeging van de gemeente Kitikata (喜多方町, Kitakata-machi) met zeven dorpen.
Op 4 januari 2006 werden de gemeentes Shiokawa (塩川町, Shiokawa-machi) en Yamato (山都町, Yamato-machi) plus de dorpen Atsushiokano (熱塩加納村, Atsushiokanō-mura) en Takasato (高郷村, Takasato-mura) aan Kitakata toegevoegd.

## Verkeer
Kitakata ligt aan de westelijke Banetsu-lijn van de East Japan Railway Company.
Kitakata ligt aan de Banetsu-autosnelweg en aan de autowegen 121 en 459.

## Aangrenzende steden
- Aizuwakamatsu
- Yonezawa
- Shibata